# Picnic (obra de teatro)

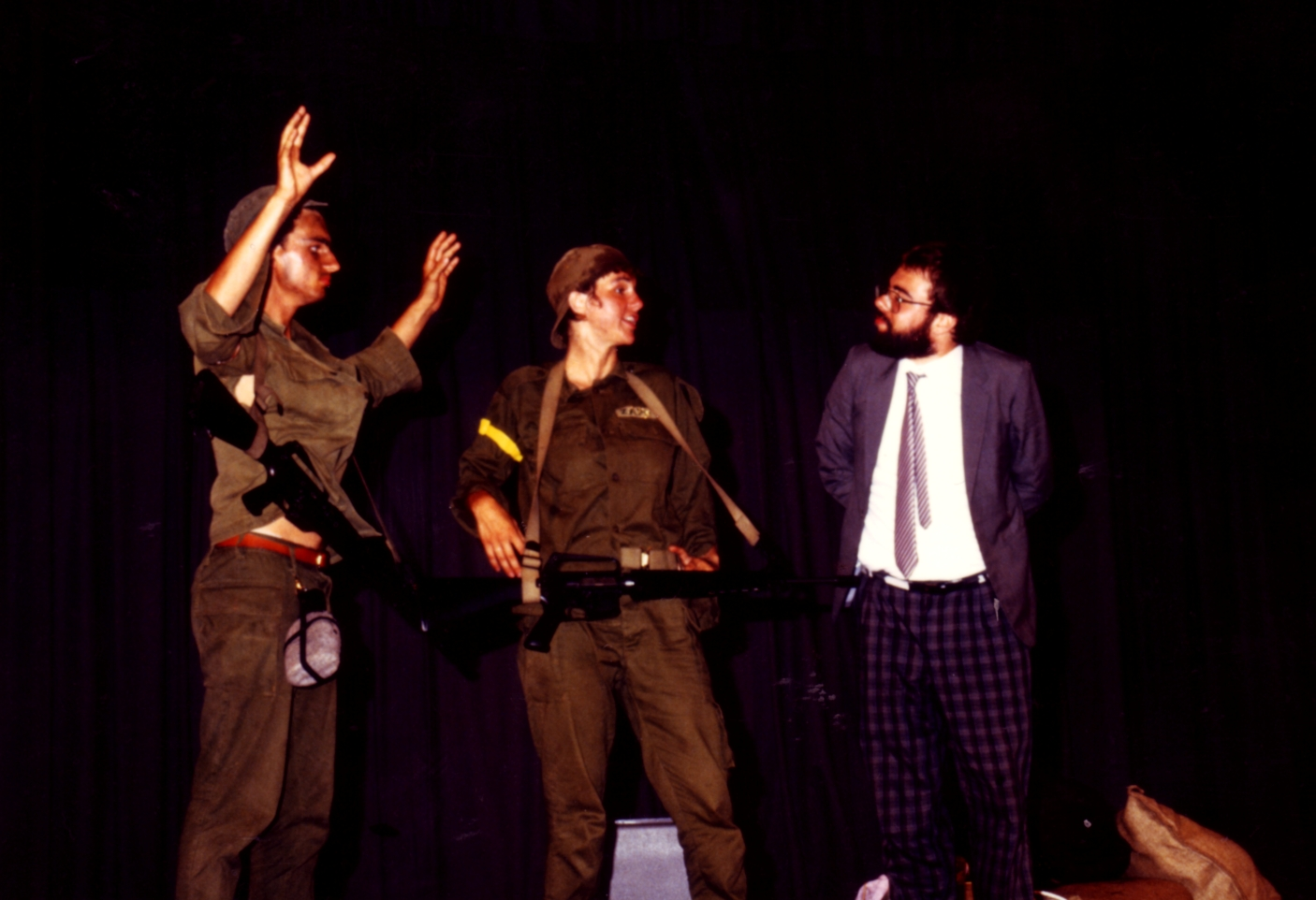
Escenario teatral en Esperanto en agosto de 1986 (Israel): de izquierda a derecha Zepo, Zapo y Señor Tepán

Picnic, Pic-Nic o Pícnic en el campo de batalla es una obra escrita por Fernando Arrabal con un largo proceso de creación entre 1952 y 1961. 1952 siendo la fecha que propone el autor para una versión «cero» de la obra y 1961 siendo el año donde se publica Pic Nic en el segundo volumen del Teatro de Arrabal. La obra, tal y como lo trata de representar Arrabal, es un claro alegato contra la guerra. En la actualidad se sigue representando en todo el mundo «para evidenciar lo absurdo de la guerra sorda» según las palabras del propio autor, quien también reseña se trata de la obra más interpretada en todo el mundo.
Se puede englobar en el marco del género catalogado como teatro del absurdo, pero ya introducida en el teatro de vanguardia en la posguerra Vanguardismo, pues esta obra pone de manifiesto de una manera ácida e irónica un grito, una queja en lo que respecta a los conflictos bélicos que llevan asolando el mundo desde hace tantos siglos. 
Es de relevancia citar brevemente unos extractos para entender mejor todo lo comentado:
«Sí, es que disparo sin mirar. (Pausa). De todas formas, disparo muy poco. Y cada vez que disparo, rezo un Padrenuestro por el tío que he matado». Frase que indica la pesadumbre por tener que matar.
«Pan y tomate para que no te escapes». La guerra casi vista desde los ojos de un niño.
«Cuando cogen a los prisioneros, les ponen chinchetas en los zapatos para que cuando anden se hagan daño». La maldad queda mermada a lo insignificante.

## Sinopsis
La obra cuenta, de manera absurda, como un matrimonio decide ir a la guerra a visitar a su hijo, un soldado, y proponerle un día de campo en el frente de batalla. Ellos harán caso omiso de los temores de Zapo, y mantendrán en todo momento una charla llena de atisbos que parecen escaparse del sentido común dadas las circunstancias que les rodean.
A continuación aparecerá en escena un soldado enemigo, Zepo, que es exactamente igual que Zapo (no solo hay similitudes físicas entre ellos, también las hay en su modo de enfrentarse a la guerra y de envolverse en lo cotidiano hasta antes de adentrarse en el conflicto bélico). La mayor diferencia que hay entre ambos es que sus uniformes militares son de distinto color.
Este personaje se unirá, finalmente, a este pícnic de manera amistosa y, los cuatro, empezarán a comentar lo que pasa en la guerra: cómo han llegado hasta allí, lo que hacen para entretenerse... 
La trama llega a un punto de conclusión en el que ambos personajes reconocen que no quieren formar parte de la guerra y buscan soluciones para acabar con ese absurdo conflicto.
Este alegato no puede terminar sin un ápice de veracidad en lo que respecta al trasfondo de las batallas y, aunque el matrimonio y los soldados están felices con sus ideas y, sobre todo, con la intención de regresar a casa, son asesinados por un combate que empieza a hacer furor donde ellos se encontraban.
La última escena podría interpretarse como una descripción gráfica de la conocida expresión "bailando con la muerte" Danza de la Muerte , pues los cuatro se encuentran bailando cuando son abatidos.

## Personajes
- Zapo: soldado, hijo del matrimonio Tepán.
- Zepo: soldado del bando enemigo.
- Señor Tepán: padre de Zapo.
- Señora Tepán: madre de Zapo.
- Primer camillero: aparece en acción cuando se producen los combates.
- Camillero segundo: lo mismo que el anterior.

Cabe indicar que, a excepción de los camilleros (quienes sí tienen el rol de actores secundarios), todos los personajes tienen el papel protagonista junto con la circunstancia que les atañe: la propia guerra